# بيت عبد الكريم (السدة)

تعديل مصدري - تعديل

بيت عبد الكريم هي إحدى قرى عزلة الأعماس بمديرية السدة التابعة لمحافظة إب، بلغ تعداد سكانها 355 نسمة حسب تعداد اليمن لعام 2004.